# Trstenik Nartski
Trstenik Nartski – wieś w Chorwacji, w żupanii zagrzebskiej, w gminie Rugvica. W 2011 roku liczyła 560 mieszkańców.